# Palponima notata
Palponima notata là một loài bướm đêm trong họ Noctuidae.